# Comuna Camenca, Glodeni
Comuna Camenca este o comună din raionul Glodeni, Republica Moldova. Este formată din satele Camenca (sat-reședință), Brînzeni, Butești și Molești.

## Demografie
Conform datelor recensământului din 2014, comuna are o populație de 1.889 de locuitori. La recensământul din 2004 erau 2.167 de locuitori.

## Administrație și politică
Componența Consiliului local Camenca (11 consilieri), ales la 5 noiembrie 2023, este următoarea:
|  | Partid                                        | Consilieri | Componență | Componență | Componență | Componență | Componență | Componență |
|  | --------------------------------------------- | ---------- | ---------- | ---------- | ---------- | ---------- | ---------- | ---------- |
|  | Partidul Acțiune și Solidaritate              | 6          |            |            |            |            |            |            |
|  | Candidat independent ARCADII CAMERZAN         | 1          |            |            |            |            |            |            |
|  | Partidul Dezvoltării și Consolidării Moldovei | 3          |            |            |            |            |            |            |
|  | Partidul Socialiștilor din Republica Moldova  | 1          |            |            |            |            |            |            |